# Marianne Devriese
Marianne Devriese (5 februari 1980) is een Vlaams actrice en regisseur. Ze studeerde aan studio Herman Teirlinck.
Ze is samen met collega-acteur Steve Geerts met wie ze drie dochters heeft. Ze leerden elkaar kennen op de set van En daarmee basta!.
Als regisseur is ze actief bij de televisieserie Familie.

## Tv-series
| Titel             | Rol                | Soort programma         | Zender | Jaar       |
| ----------------- | ------------------ | ----------------------- | ------ | ---------- |
| Flikken           | Inge               | Politieserie            | Eén    | 2001       |
| De Kotmadam       | Lies               | Komische televisieserie | VTM    | 2002-2006  |
| Wittekerke        | Maaike             | Dramaserie              | VTM    | 2005       |
| Spoed             | Anja Aerts         | Ziekenhuisserie         | VTM    | 2006       |
| En daarmee basta! | Laura Meyvis       | Televisieserie          | Ketnet | 2007-2008  |
| Wittekerke        | Evy Bruyneel       | Dramaserie              | VTM    | 2008       |
| Familie           | Gwendy Thielens    | Soapserie               | VTM    | 2009       |
| Click-ID          | Aiko               | Televisieserie          | Ketnet | 2009-2010  |
| Goesting          | Claudia            | Televisieserie          | Eén    | 2010       |
| Ella              | Anke               | Telenovela              | VTM    | 2011       |
| Vermist II & III  | Jolien Geeraerts   | serie                   | VIER   | 2010, 2011 |
| Danni Lowinski    | Bieke Storme       | serie                   | VTM    | 2012-2013  |
| Zone Stad         | Griet Tombeur      | serie                   | VTM    | 2012       |
| Clan              | Marie              | serie                   | VTM    | 2012       |
| Salamander        | Sandra             | serie                   | Eén    | 2013       |
| Professor T.      | Tessa De Landsheer | serie                   | Eén    | 2015       |
| Familie           | Evy Hermans        | Soapserie               | VTM    | 2013-2018  |
| Familie           | Iris Massant       | Soapserie               | VTM    | 2019-2021  |

## Theater
Theaterstukken waarin Devriese meespeelde, zijn onder meer:
- Mankepootstekeblind (2011-2012). Jeugdtheater over de Griekse mythe van Oedipus. Samen met Bert Cosemans.
- De straat (2006-2007)
- Sketch Show (2005-2006). Ze schreef dit stuk en speelde erin mee.
- "Boeing Boeing" (2014) Komedie van De Komedie Compagnie. Samen met o.a. Carry Goossens